# Victoria Silvstedt
Karen Victoria Silvstedt (sinh ngày 19 tháng 9 năm 1974) là một người mẫu thời trang Thụy Điển, diễn viên, ca sĩ, và nhân vật truyền hình.

## Tiểu sử
Sinh ra tại Skellefteå, Silvstedt lớn lên trong một gia đình năm trong một ngôi làng nhỏ ở miền Bắc Thụy Điển, có một chị gái và anh trai một gái. Cô đã được quan tâm về cưỡi ngựa, và muốn trở thành một bác sĩ thú y. Cô bắt đầu trượt tuyết núi cao ở tuổi lên năm, và trở thành một thành viên tầm cỡ thế giới của đội tuyển trượt tuyết quốc gia Thụy Điển. Tuy nhiên, một tai nạn vai ở giữa một cuộc thi trượt tuyết sớm kết thúc sự nghiệp thể thao của cô ở tuổi mười sáu.

## Hướng nghiệp
Silvstedt tham dự Miss Thụy Điển cuộc thi sắc đẹp, và cô đã được chọn để đại diện cho đất nước của cô tại cuộc thi Hoa hậu Thế giới 1993. Cô dừng chân ở Top 10. Silvstedt sau đó đã được đăng ký bởi một công ty người mẫu ở Paris, và cô bắt đầu làm việc cho các hãng thời trang danh tiếng khác nhau, trong đó có Chanel, Christian Dior, Giorgio Armani, Givenchy và Valentino, xuất hiện trong các quảng cáo và trình diễn thời trang. Silvstedt đã tiếp tục xây dựng mô hình quốc tế, xuất hiện trong nhiều tạp chí, trong đó có FHM, Glamour, GQ, Maxim và Vanity Fair, và làm việc cho các thương hiệu khác nhau.
Silvstedt phát hành một album Girl on the Run trong năm 1999. Ba đĩa đơn, Hello Hey, Rocksteady Love và Party Line, cũng đã được phát hành để hỗ trợ các doanh album. Trong năm 2010, phát hành đĩa đơn thứ tư Silvstedt cô gọi là Saturday Night.
Silvstedt đã làm việc như một diễn viên và xuất hiện trong series phim truyền hình Hollywood như Melrose Place. Kể từ đó, Silvstedt cũng xuất hiện trong một số bộ phim hài Hollywood, bao gồm cả BASEketball, The Independent, Out Cold và Boat Trip. Bà cũng đóng vai chính trong bộ phim và series phim truyền hình ở nhiều nước Châu Âu, đặc biệt là ở Ý.
Silvstedt đã được trình bày chương trình truyền hình rất nhiều và đặc biệt truyền hình trên toàn thế giới. Cô đã làm việc như là một chiêu đãi viên của Wheel of Fortune trong phiên bản tiếng Pháp và tiếng Ý của chương trình. Cô phân chia thời gian của mình giữa Paris và Roma, quay phim một trong những chương trình cho một tháng một lần.
Silvstedt ra mắt với hàng loạt truyền hình thực tế của riêng mình Victoria Silvstedt: My Perfect Life trong năm 2008. Chương trình có kể từ khi được phát sóng trên toàn thế giới, bao gồm Châu Âu, Châu Á, Úc, Mỹ và Châu Mỹ La Tinh.
Ngoài bản tiếng Thụy Điển của cô, Victoria Silvstedt nói lưu loát tiếng Anh, tiếng Đức, tiếng Pháp và tiếng Ý.